# Stella Cunliffe
Stella Vivian Cunliffe (12 de enero de 1917-20 de enero de 2012) fue una estadística británica. Fue la primera mujer presidenta de la Royal Statistical Society.

## Educación y carrera temprana
Cunliffe se educó en Parsons Mead School, Ashtead, Surrey y fue directora de la escuela en 1934. Se convirtió en la primera alumna en cursar estudios universitarios en la London School of Economics, donde obtuvo una licenciatura en Economía y se graduó en 1938.
Comenzó su carrera trabajando desde 1939 hasta 1944 en la Danish Bacon Company. Durante la Segunda Guerra Mundial, cuando se racionó el tocino en 1940, participó en la asignación de raciones de tocino para Londres.

## Servicio de Guía Internacional

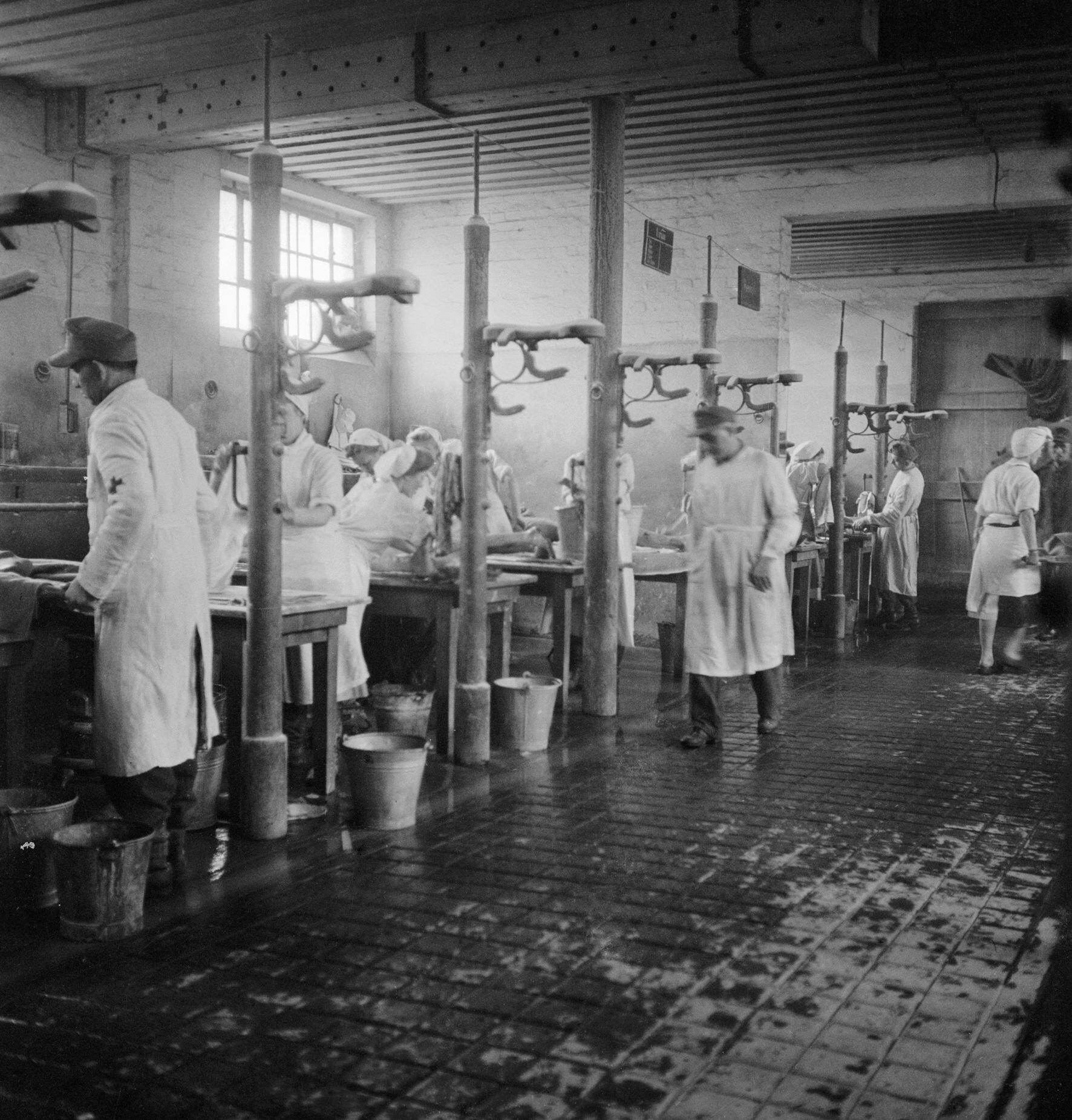
Campo de concentración de Belsen : escena dentro de la estación de limpieza, apodada "Lavandería humana". La fotografía muestra algunas de las 60 mesas, cada una atendida por dos médicos alemanes y dos enfermeras alemanas, en las que se lavaba y despiojaba a los enfermos (abril de 1945).

Al final de la Segunda Guerra Mundial, Cunliffe interrumpió su carrera para realizar trabajos de ayuda voluntaria en Europa, de 1945 a 1947, con el Guide International Service. Este servicio se formó con exguías voluntarias especialmente formadas para ayudar con la rehabilitación de Europa después de la guerra. Cunliffe fue una de los primeras civiles en ir al campo de concentración de Belsen en 1945, donde las voluntarias supervisaron la llamada «lavandería humana», el despiojamiento de los internos.

## Carrera estadística
En 1947 retomó su carrera profesional al aceptar un puesto de estadística en la empresa cervecera de Dublín Arthur Guinness Son & Co., donde trabajó hasta 1970. En 1955 asumió el cargo de jefa del departamento de estadística. En este puesto, desarrolló importantes principios de métodos experimentales que se enseñan hasta el día de hoy. En el ejemplo más famoso, rediseñó las instrucciones para los trabajadores de control de calidad que tenían la tarea de aceptar o rechazar los barriles de cerveza hechos a mano.
Antes del rediseño de Cunliffe, los trabajadores aceptaban los barriles haciéndolos rodar cuesta abajo y rechazaban los barriles empujándolos cuesta arriba, la tarea más difícil; por lo tanto, los trabajadores estaban predispuestos a aceptar barriles incluso si tenían fallas. Cunliffe rediseñó el puesto de trabajo de control de calidad para que fuera igual de fácil rechazar o aceptar un barril, eliminando el sesgo anterior y ahorrando dinero a Guinness en el proceso. Se le informó de que debido a la política de nombrar únicamente hombres en el Consejo de Administración, no sería nombrada directora a pesar de su larga carrera y su trabajo experimental.
En 1970 se convirtió en jefa de la Unidad de Investigación del Ministerio del Interior, antes de ser nombrada en 1972, directora de Estadística del Ministerio del Interior, cargo que ocupó hasta 1977. Fue la primera mujer en alcanzar este grado en el Servicio de Estadística del Gobierno Británico. Durante su estancia en el Ministerio, amplió el personal estadístico y de apoyo del departamento y creó un equipo informático dedicado. Reconoció los problemas que había con las cifras de migración, luego de que se descubrió un error en el que se había sobrecontado el número de pasajeros que salían del país. Como resultado, puso en marcha una investigación dirigida por Claus Moser, el jefe de la Oficina Central de Estadística en ese momento. Fue visitadora de prisiones y promovió el uso de las estadísticas en la política de justicia penal. Presentó al ministro del Interior, Roy Jenkins, comparaciones internacionales que demostraban que la pena capital no tenía ningún efecto sobre las tasas de homicidio.
Tras jubilarse obligatoriamente de la función pública a la edad de 60 años, fue posteriormente Asesora Estadística de la Comisión de Investigación de la Profesión de la Ingeniería de 1978 a 1980. Fue consultora en la Universidad de Kent en la Unidad de Investigación en Estadística Aplicada.
Se desempeñó como la primera mujer presidenta de la Royal Statistical Society de 1975 a 1977. Cunliffe declaró en su discurso presidencial que esperaba ser elegida «[...] principalmente como estadística que resulta ser una mujer».

## Honores
Recibió la Orden del Imperio Británico (MBE) en 1993, por sus servicios a los Guías y la comunidad en Surrey.

## Otras actividades
Las otras actividades de Cunliffe incluyeron el trabajo con organizaciones juveniles, la jardinería y los cuidados posteriores a la prisión. Se desempeñó como Consejera del Distrito de Mole Valley de 1981 a 1999, presidió el Consejo de Salud Comunitario local y se desempeñó como presidenta del consejo de administración de la Escuela Parsons Mead.